# La Farge, Wisconsin
La Farge là một làng thuộc quận Vernon, tiểu bang Wisconsin, Hoa Kỳ. Năm 2006, dân số của làng này là 775 người.